# 6535 Archipenko
A 6535 Archipenko (ideiglenes jelöléssel 3535 P-L) a Naprendszer kisbolygóövében található aszteroida. Cornelis Johannes van Houten,  Ingrid van Houten-Groeneveld és Tom Gehrels fedezte fel 1960. október 17-én.